# Kostas Martakis
Kostas Martakis (tiếng Hy Lạp: Κώστας Μαρτάκης) (sinh ngày 25 tháng 5 năm 1984 ở Athens, Hy Lạp) là một ca sĩ Hy Lạp nhất được biết đến với sự tham gia của ông trong một cuộc thi tài năng Dream Show phát sóng bởi Alpha TV năm 2006, và việc anh tham gia vào chung kết quốc gia Hy Lạp cho cuộc thi hát Eurovision 2008.
Anh đã phát hành album đầu tay của mình Anatropi và đĩa đơn rất nhiều thông qua Sony BMG Hy Lạp, công ty mà anh đã ký hợp đồng. Trong năm 2009, anh đã ký kết với Universal Music Hy Lạp và sau đó phát hành album thứ hai của mình Pio Konta trong tháng 10 năm 2009.